# Ivan V di Russia
Ivan V Alekseevič Romanov (in russo Иван V Алексеевич Романов?; Mosca, 6 settembre 1666 – Mosca, 8 febbraio 1696) è stato zar di Russia dal 1682 alla  morte.
Di salute cagionevole e tardo di mente, era il fratellastro maggiore del futuro Pietro I, con cui fu co-reggente fino alla sua morte.

## Biografia

### Una successione incerta
Ivan era il secondo figlio maschio dello zar Alessio I e della sua prima moglie Marija Il'inična Miloslavskaja.
Dopo il decesso del fratello più anziano, lo zar Fëdor III, Ivan gli succedette sul trono. Essendo egli un minorato mentale ed affetto da salute cagionevole, la Duma dei boiari decise dietro suggerimento del patriarca di Mosca Gioacchino di nominare reggente il decenne fratellastro Pietro, il che condusse a contestazioni per il trono.
Le cause sono da ricercare nei due matrimoni del padre di Ivan, lo zar Alessio I, poiché la famiglia della prima moglie Maria Miloslavskaja, madre di Ivan, e quella della seconda Natal'ja Kirillovna Naryškina, madre di Pietro, si combattevano con tutti i mezzi per assicurare la successione al trono al proprio discendente. Giuridicamente nulla ostava all'ascesa al trono di Ivan, mancando una legge o una consuetudine sulle successioni da poter applicare al caso.

### Gli strelizzi

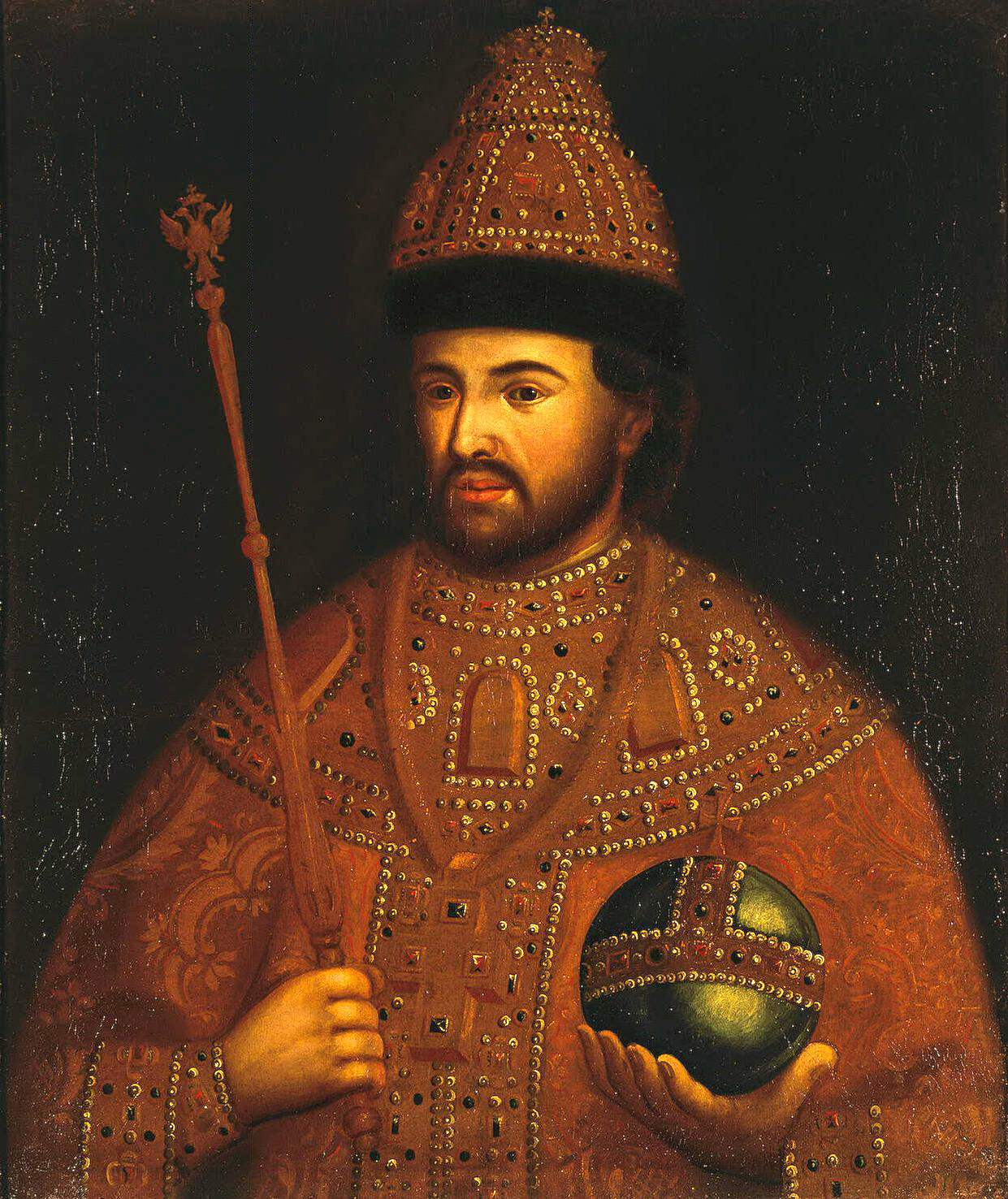
Ivan V

Già intorno al 1540 la fedeltà allo zar degli strelizzi era stata messa alla prova. Essi si consideravano uno speciale corpo di tiratori dello zar. Tuttavia, nel loro modo di agire, non andavano molto per il sottile, ed avevano fama di essere ubriaconi e sensibili alla corruzione.
Nella vicenda della successione al trono essi si schierarono dalla parte di Sof'ja, la sorella di Ivan. Iniziò così una brutale e sanguinosa azione di pulizia e in occasione della rivoluzione moscovita del maggio 1682 furono giustiziati dagli strelizzi circa settanta appartenenti alle famiglie del partito avverso, in un bagno di sangue.

### Un compromesso per la successione al trono
A seguito della rivolta dei parenti di Ivan, specialmente dei seguaci dei Miloslavskij, condotta dalla sorella di Ivan e di Pietro, Sof'ja Alekseevna Romanova, contro la scelta di Pietro come zar, la Duma dei boiari definì Ivan come primo zar e Pietro come secondo mentre la sorella Sof'ja fu nominata reggente. Ivan e Pietro furono incoronati insieme il 25 luglio 1682.
Ma Ivan, a causa delle sue condizioni di salute fisica e mentale non ebbe alcun ruolo nel governo reale del paese, che spettò inizialmente a Sofia e poi al fratello Pietro che le succedette.

## Matrimonio e figli
Ivan sposò nel 1684 Praskovia Feodorovna Saltykova (1664–1723) che gli diede cinque figlie:
- Marija (24 marzo 1689 – 14 febbraio 1692);
- Feodosija (4 giugno 1690 – 12 maggio 1691);
- Caterina (29 ottobre 1691 – 14 giugno 1733) – sposata nel 1716 con Carlo Leopoldo, duca del Meclemburgo-Schwerin e madre di Anna Leopol'dovna;
- Anna (28 gennaio 1693 – 17 ottobre 1740) – sposata nel 1710 con il duca di Curlandia, Federico III Guglielmo, futura zarina dal 1730 al 1740;
- Praskov'ja (24 settembre 1694 – 8 ottobre 1731).

## Ascendenza
|                                |                    |                                    | Genitori                  |  |  | Nonni |  |  | Bisnonni                    |  |  | Trisnonni                         |  |
|                                |                    |                                    |                           |  |  |       |  |  | Patriarca Filarete di Mosca |  |  | Nikita Romanovič Zachar'in-Jur'ev |  |
|                                |                    |                                    |                           |  |  |       |  |  | Patriarca Filarete di Mosca |  |  | Nikita Romanovič Zachar'in-Jur'ev |  |
|                                |                    | Varvara Ivanovna Golovina-Khovrina |                           |  |  |       |  |  | Patriarca Filarete di Mosca |  |  |                                   |  |
| Michele I di Russia            |                    |                                    |                           |  |  |       |  |  | Patriarca Filarete di Mosca |  |  |                                   |  |
|                                |                    | Ksenija Ivanovna Šestova           | Ivan Vasil'evič Šestov    |  |  |       |  |  |                             |  |  |                                   |  |
|                                |                    | Ksenija Ivanovna Šestova           | Ivan Vasil'evič Šestov    |  |  |       |  |  |                             |  |  |                                   |  |
|                                |                    | Ksenija Ivanovna Šestova           | ?                         |  |  |       |  |  |                             |  |  |                                   |  |
| Alessio I di Russia            |                    | Ksenija Ivanovna Šestova           |                           |  |  |       |  |  |                             |  |  |                                   |  |
|                                |                    | Luk'jan Stepanovič Strešnëv        | Stepan Andreevič Strešnëv |  |  |       |  |  |                             |  |  |                                   |  |
|                                |                    | Luk'jan Stepanovič Strešnëv        | Stepan Andreevič Strešnëv |  |  |       |  |  |                             |  |  |                                   |  |
|                                |                    | Luk'jan Stepanovič Strešnëv        | ?                         |  |  |       |  |  |                             |  |  |                                   |  |
| Evdokija Luk'janovna Strešnëva |                    | Luk'jan Stepanovič Strešnëv        |                           |  |  |       |  |  |                             |  |  |                                   |  |
|                                |                    | Anna Konstantinovna Volkonskaja    | Konstantin Volkonskij     |  |  |       |  |  |                             |  |  |                                   |  |
|                                |                    | Anna Konstantinovna Volkonskaja    | Konstantin Volkonskij     |  |  |       |  |  |                             |  |  |                                   |  |
|                                |                    | Anna Konstantinovna Volkonskaja    | ?                         |  |  |       |  |  |                             |  |  |                                   |  |
| Ivan V di Russia               |                    | Anna Konstantinovna Volkonskaja    |                           |  |  |       |  |  |                             |  |  |                                   |  |
|                                | Danil Miloslavskij | ?                                  |                           |  |  |       |  |  |                             |  |  |                                   |  |
|                                | Danil Miloslavskij | ?                                  |                           |  |  |       |  |  |                             |  |  |                                   |  |
|                                | Danil Miloslavskij | ?                                  |                           |  |  |       |  |  |                             |  |  |                                   |  |
| Il'ja Danilovič Miloslavskij   | Danil Miloslavskij |                                    |                           |  |  |       |  |  |                             |  |  |                                   |  |
|                                |                    | ?                                  | ?                         |  |  |       |  |  |                             |  |  |                                   |  |
|                                |                    | ?                                  | ?                         |  |  |       |  |  |                             |  |  |                                   |  |
|                                |                    | ?                                  | ?                         |  |  |       |  |  |                             |  |  |                                   |  |
| Marija Il'inična Miloslavskaja |                    | ?                                  |                           |  |  |       |  |  |                             |  |  |                                   |  |
|                                |                    | Fëdor Narbekov                     | ?                         |  |  |       |  |  |                             |  |  |                                   |  |
|                                |                    | Fëdor Narbekov                     | ?                         |  |  |       |  |  |                             |  |  |                                   |  |
|                                |                    | Fëdor Narbekov                     | ?                         |  |  |       |  |  |                             |  |  |                                   |  |
| Ekaterina Fëdorovna Narbekova  |                    | Fëdor Narbekov                     |                           |  |  |       |  |  |                             |  |  |                                   |  |
|                                |                    | ?                                  | ?                         |  |  |       |  |  |                             |  |  |                                   |  |
|                                |                    | ?                                  | ?                         |  |  |       |  |  |                             |  |  |                                   |  |
|                                |                    | ?                                  | ?                         |  |  |       |  |  |                             |  |  |                                   |  |
|                                |                    | ?                                  |                           |  |  |       |  |  |                             |  |  |                                   |  |